# Popini Albert
Popini Albert (Ploiești, 1864. július 20. – Debrecen, 1930. március 4.) olasz származású magyar bölcseleti doktor, evangélikus főgimnáziumi tanár, irodalomtörténész, költő, műfordító. Álneve: Ahasverus.

## Életpályája
Apja Popini Nándor, az adriai biztosító-társaság igazgatója volt Aradon, magyarországi születésű olasz ember, aki végigharcolta az 1848-1849-es szabadságharcot és naplót is írt róla. Popini 1880. augusztus végén Vácon belépett a kegyes tanítórendbe, Nyitrán végezte a teológiát, azután az egyetem bölcseleti fakultását Budapesten, ahol tanári és bölcseleti oklevelet nyert. Főgimnáziumi tanár volt: 1887-től 1890-ig Nagykanizsán, 1890-től 1893-ig Magyaróvárt, 1893-94-ben Máramarosszigeten, 1894-től 1896-ig Budapesten, 1896-től 1899-ig Temesvárt. A finnországi nevezetes írókkal baráti és sűrű levelezési viszonyban állt. 1899-ben a kegyes tanítórendből kilépett és a nyíregyházi evangélikus főgimnáziumban nyert rendes tanári állást, ahol a magyar és latin nyelvet tanította. Az ottani Bessenyei-körnek főtitkára volt. A finn nemzetet és irodalmát ismertetve felolvasásokat tartott Temesvárt, Nyíregyházán és Debrecenben.
Írt és fordított apróbb elbeszéléseket, verseket a főváros napi és szépirodalmi lapjaiba. A finn irodalommal is foglalkozott.
Cikkei a Magyar Szemlében (1890. Tanulmány Shelley Cenciek című tragédiájáról); a Katholikus Szemlében (1896. Népdalok finnből ford.); a Fővárosi Lapokban (1899. Scott Walterről); a Budapesti Hirlapban (1900. dec. 1. Tanulmány a hárfáról); a Budapesti Hirlapban (Aho János finn írónak rajzai s elbeszéléseiből vagy 40-et közölt, melyek «Forgácsok» és «Újabb forgácsok» címen külön is megjelentek; azóta is több szépirodalmi művet közölt finnből ford. és ezen nemzeti művészetét ismertette) stb.

## Szabadkőműves pályafutása
1900. áprilisában felvették a debreceni Haladás páholyba, ahol számos nyíregyházi kereső felvételét ő javasolja. Ők azonban 1906-ban Popini kezdeményezésére kilépnek innen és más szabadkőművesekkel együtt 1907-ben megalapítják a nyíregyházi Szabolcs páholyt, amelynek Popini lesz a vezetője.
Irányításával 53000 korona bankkölcsönnel, szabadkőműves adományokból, ingyenes tervezéssel és részben ingyenes kivitelezéssel épül fel a Károly téri (ma Benczúr tér) páholyház, amelyet 1908. június 12-én avatnak fel.
Ügybuzgalma a Nagypáholyban is figyelmet kelt, 1913-ban a páholyház építési alap bizottságában alelnök lesz, 1915. novemberében pedig az egyik helyettes nagymesteri tisztségre is megválasztják.
A páholy radikálisabb tagjai és Popini támogatja a Károlyi-féle Népköztársaságot, majd a Tanácsköztársaságot, pl. hozzájárult az iskolai diákdirektórium működéséhez, ezért a bukás és a restauráció után tanári állásából elbocsájtották. A támadások elől Debrecenbe vonult vissza, ott élt sütödeigazgatóként haláláig.

## Művei
- Német alaktani jegyzetek. Kézirat. Nagy-Kanizsa, 1888
- Boyesen Faust Kommentárjának első része. Ford. Uo. 1888
- A máramaros-szigeti kegyes-tanítórendi gymnasium története. Máramaros-Sziget, 1894
- Horatius. Kecskemét, 1895. Képekkel. (Ism. Irodalomtört. Közlemények)
- Schiller életrajza. Bulwer után ford. M.-Óvár, 1896
- Forgácsok. Aho János után finnből ford. Bpest, 1896. (Szépirodalmi Könyvtár)
- A temesvári Róm. Kath. Főgymnasium tanári könyvtárának jegyzéke; összeáll. Popini Albert; Csanád-Egyházmegyei Könyvnyomda, Temesvár, 1897
- Byron és Shelley. Kecskemét, 1898. Két arczk. (Ism. Vasárnapi Ujság 30. sz.)
- Ahasverus: Álomvilág. Uo. 1898. (Költemények)
- Az álom. Írta Lord Byron, ford. Temesvár, 1898
- Finnország a XIX. században. Nyiregyháza, 1900. (A finnek. Suomi XIX. Vuosisadalla monumentalis díszmunkájának fordítása. A nyiregyházi ág hitv. evang. főgymnasium Értesítője 1-128 lap, térképpel)
- Újabb forgácsok. Irta Aho János, a finn eredetiből ford. Bpest, 1902. (Olcsó Könyvtár 1225-27.)

Kéziratban: Kivi Eleknek a finnek legnagyobb színműírójának Nummisuntarit c. népszínművének ford., melyből a Kisfaludy-Társaságban pár részletet mutattak be.